# Nationaler Bildungsbericht (Deutschland)
Bildung in Deutschland ist ein indikatorengestützter Bericht, der das deutsche Bildungswesen als Ganzes abbildet und von der frühkindlichen Bildung, Betreuung und Erziehung bis zur Weiterbildung im Erwachsenenalter reicht. Die auch als Nationaler Bildungsbericht bekannte Studie wird gemeinsam von Bund und Ländern gefördert und von einer Autorengruppe unabhängiger Wissenschaftler unter der Federführung des Leibniz-Institut für Bildungsforschung und Bildungsinformation erstellt. Er erscheint alle zwei Jahre.

## Gegenstand und Zweck
Der Nationale Bildungsbericht wird im Auftrag der Kultusministerkonferenz (KMK) sowie des Bundesministeriums für Bildung und Forschung (BMBF) erstellt und erschien erstmals im Jahr 2006. Grundlage ist die Vereinbarung zwischen Bund und Ländern vom Frühjahr 2004, im zweijährigen Rhythmus einen gemeinsamen Nationalen Bildungsbericht vorzulegen, der als Rechenschaftslegung über das gesamte Bildungssystem dienen soll. Die Daten liefern die Statistischen Ämter des Bundes und der Länder. Ziel des Berichtes ist es, durch eine langfristig angelegte und kontinuierliche Betrachtung des Bildungswesens in seiner Gesamtheit Veränderungen frühzeitig erkennbar zu machen und auf diese Weise Hinweise für politisches Handeln zu liefern.

## Autorengruppe
Der Bericht wird von einer Autorengruppe vorgelegt, die ihn zusammen mit Mitarbeitern erstellt hat. Federführend ist hierbei das Leibniz-Institut für Bildungsforschung und Bildungsinformation, an den bisherigen Bildungsberichten waren darüber hinaus das Deutsche Jugendinstitut, das Soziologische Forschungsinstitut Göttingen an der Georg-August-Universität und das Deutsche Zentrum für Hochschul- und Wissenschaftsforschung (vormals HIS-Institut für Hochschulforschung der HIS Hochschul-Informations-System GmbH) beteiligt.

## Methodik
Der Bericht Bildung in Deutschland ist indikatorengestützt, wobei die Autorengruppe nicht in Abrede stellen möchte, dass auch jenseits empirisch erfass- und qualifizierbarer Informationen Aspekte für das Bildungswesen wichtig sind. Der Bericht orientiert sich außerdem an den drei Zieldimensionen:
1. individuelle Regulationsfähigkeit,
2. gesellschaftliche Teilhabe und Chancengleichheit sowie
3. Humanressource.

Umfang und Qualität der institutionellen Bildungsangebote wird über das Spektrum der Bildungsbereiche und -stufen hinweg, also unter der Leitidee der Bildung im Lebenslauf betrachtet.
Das Grundverständnis ist die problemorientierte Analyse von Bildung in Deutschland. Diese Analyse basiert auf Indikatoren und empirisch belastbaren Daten und verzichtet weitgehend auf Bewertungen: „Problemorientierung heißt dabei, für Politik und Öffentlichkeit sensible Stellen im Bildungswesen transparent zu machen, nicht aber politische Empfehlungen abzugeben.“

## Schwerpunkte der bisherigen Berichte
- Bildung in Deutschland 2006. Ein indikatorengestützter Bericht mit einer Analyse zu Bildung und Migration
- Bildung in Deutschland 2008. Ein indikatorengestützter Bericht mit einer Analyse zu Übergängen im Anschluss an den Sekundarbereich II
- Bildung in Deutschland 2010. Ein indikatorengestützter Bericht mit einer Analyse zu Perspektiven des Bildungswesens im demografischen Wandel
- Bildung in Deutschland 2012. Ein indikatorengestützter Bericht mit einer Analyse zur kulturellen Bildung im Lebenslauf
- Bildung in Deutschland 2014. Ein indikatorengestützter Bericht mit einer Analyse zur Bildung von Menschen mit Behinderungen
- Bildung in Deutschland 2016. Ein indikatorengestützter Bericht mit einer Analyse zu Bildung und Migration
- Bildung in Deutschland 2018. Ein indikatorengestützter Bericht mit einer Analyse zu Wirkungen und Erträgen von Bildung
- Bildung in Deutschland 2020. Ein indikatorengestützter Bericht mit einer Analyse zu Bildung in einer digitalisierten Welt
- Bildung in Deutschland 2022. Ein indikatorengestützter Bericht mit einer Analyse zum Bildungspersonal
- Bildung in Deutschland 2024. Ein indikatorengestützter Bericht mit einer Analyse zu beruflicher Bildung

## Datenquellen
Die Daten werden hauptsächlich durch die amtliche Statistik (Kinder- und Jugendhilfestatistik, Schulstatistik, Berufsbildungsstatistik, Mikrozensus, Zeitbudgetstudie etc.), aber auch durch im Rahmen der Forschung erhobene und regelmäßig verfügbar gemachte Daten (large scale assessments, Sozio-oekonomisches Panel, BIBB/IAB-Erhebung und sonstige repräsentative Surveys) bereitgestellt. Die Daten werden nach Aussagekraft und regelmäßigem Erscheinen ausgewählt. Auf deren Basis werden die eingehenden Indikatoren berechnet.